# 등촉수별벌레강
등촉수별벌레강(Phascolosomatidea)은 성구동물문(星口動物)을 구성하는 2개의 동물 강의 하나이다. 성구강의 성구동물이 촉수가 입 주위를 둘러싸고 있는 데 반하여, 등촉수별벌레강은 촉수가 배쪽에만 있다.

## 하위 분류
- 아스피도시폰목 (Aspidosiphoniformes)
  - 아스피도시폰과 (Aspidosiphonidae)
    - 아스피도시폰속 (Aspidosiphon)
- 등촉수별벌레목 (Phascolosomatiformes)
  - 등촉수별벌레과 (Phascolosomatidae)
    - 등촉수별벌레속 (Phascolosoma) - 상어껍질별벌레(P. scolops) 포함
    - 뿔별벌레속 (Antillesoma) - 뿔별벌레(A. antillarum) 포함